# Hoysala
Los Hoysala fueron una dinastía fundadora de un imperio de tradición casi exclusivamente canaresa en el sur de la India. Gobernaron la mayor parte del actual estado hindú de Karnataka entre los siglos X y XIV. La capital de los Hoysala era en un principio Belur, pero más adelante se trasladó a Halebidu.
Los gobernantes Hoysala provenían de las colinas de Malnad, una región de los Ghats occidentales. En el siglo XII, aprovechando la guerra entre los reinos del Imperio Chalukya Occidental y Kalachuri, se anexionaron vastas regiones de Karnataka y las fértiles áreas al norte del río Kaveri en el actual Tamil Nadu. En el siglo XIII gobernaban la mayor parte de la Karnataka actual, además de parte de Tamil Nadu y de Andhra Pradesh, en la meseta del Decán.
El tiempo de los Hoysala fue un periodo importante para el desarrollo del arte, arquitectura y la religión del sur de la India. El Imperio se recuerda hoy sobre todo por sus templos. A lo largo de Karnataka se encuentran diseminados en la actualidad más de un centenar de templos, entre los que se encuentran los conocidos Templo Chennakesava de Belur, el Templo Hoysaleswara de Halebidu y el Templo Chennakesava de Somanathapura. Los gobernantes Hoysala fueron mecenas de las artes y fomentaron el florecimiento de la literatura en canarés y sánscrito.

## Historia

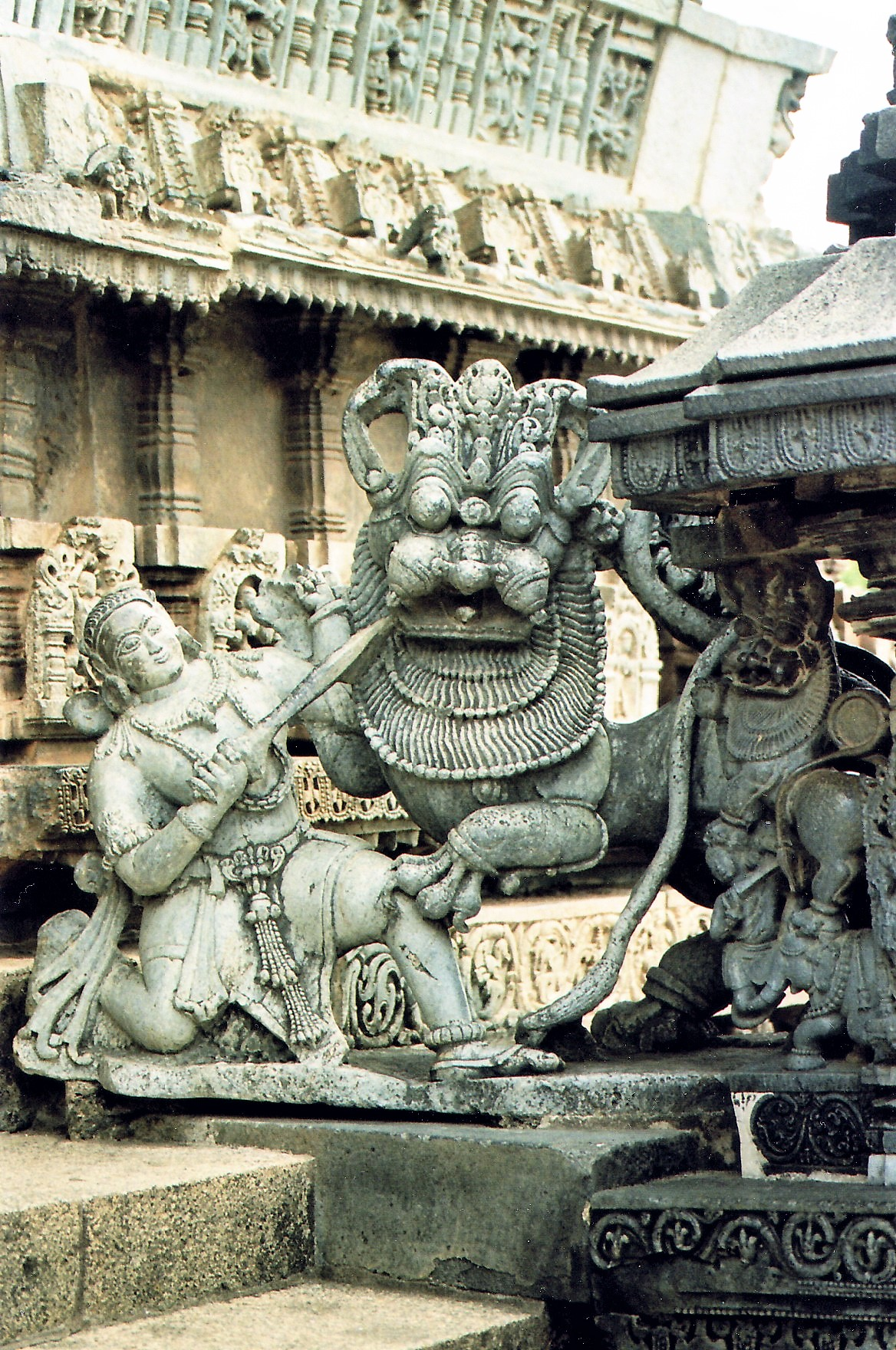
Sala combatiendo al tigre, el símbolo del Imperio Hoysala, en Belur (Karnataka).

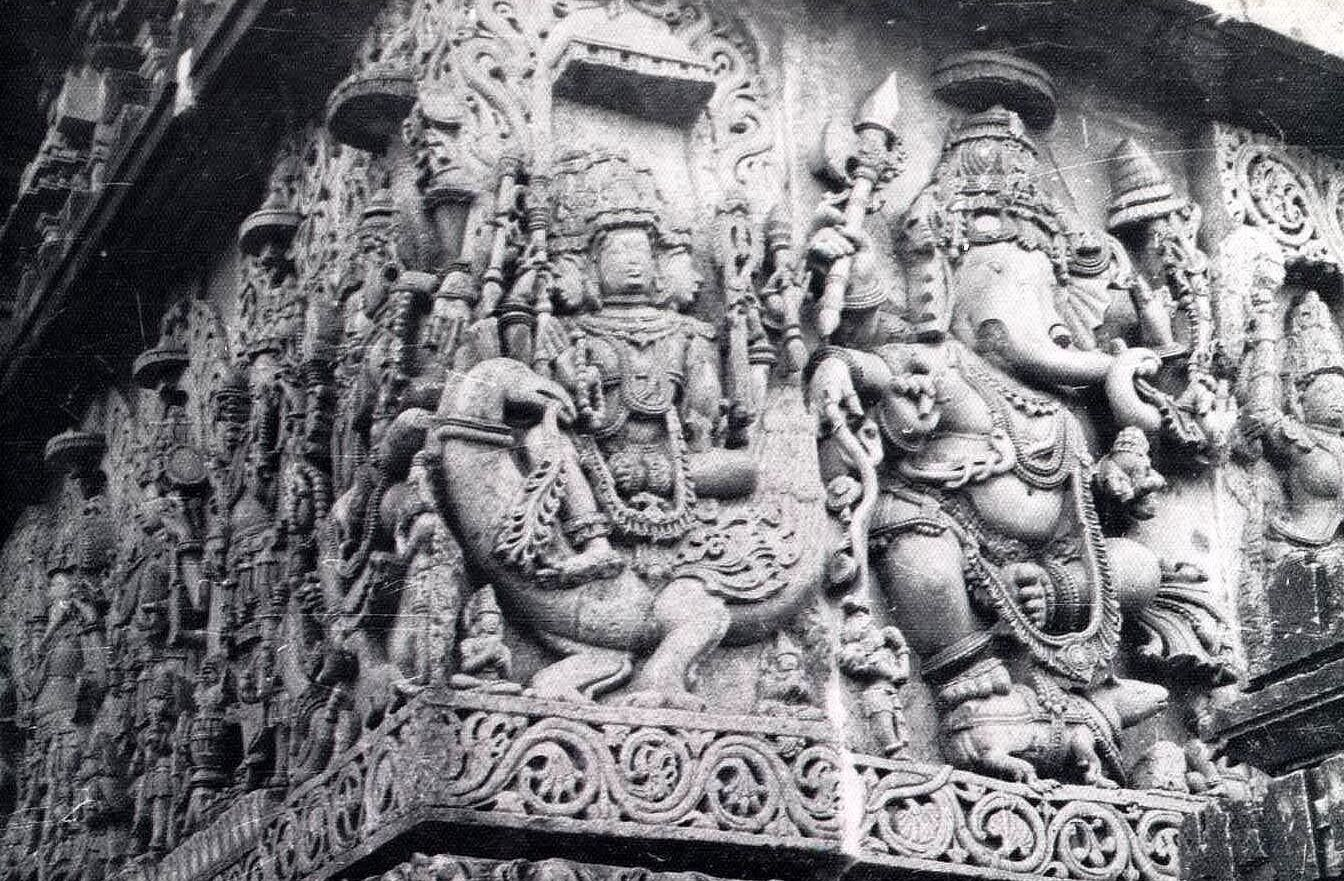
Ganesh, Templo de Halebid, Dinastía Hoysala, Karnataka, India.

Según cuenta la leyenda kannada un joven, Sala, animado por su gurú jaina, golpeó hasta dar muerte a un tigre que se encontraba junto al templo de la diosa Vasantika en Sosevur. En canarés antiguo, la palabra ‘golpear’ se traduce literalmente como hoy, y de ahí el nombre de hoy sala. Esta leyenda apareció por primera vez en la inscripción de Vishnuvardhana en Belur (1117), pero las inconsistencias en el relato relegan la historia al mundo del folclore. La leyenda pudo aparecer y cobrar popularidad tras la victoria del rey Vishuvardhana sobre los Chola en Talakad, pues el emblema de Hoysala muestra la lucha entre Sala y el tigre, emblema de los Chola.
Algunas inscripciones tempranas, de 1078 y 1090, sugieren que los Hoysala descendieron de los Yadava al referirse al vamsa (clan) Yadava como Hoysala. Pero no hay registros que enlacen a los Hoysala directamente con los Yadava del norte de la India.
 También cabe la posibilidad de que los Hoysala descendieran de la comunidad Halumatha. Halumatha se habría apocopado como Hasala, y de ahí habría derivado en Hoysala. Los historiadores consideran a los fundadores de la dinastía originarios de Malnad (en Karnataka) a partir de las numerosas inscripciones que les llaman maleparolganda (señores de las malepas o colinas). Los reyes de Hoysala llevaban este título con orgullo en canarés en su firma real y sus inscripciones. Las fuentes literarias de la época en canarés (Jatakatilaka) y sánscrito (Gadya karnamrita) han confirmado que eran nativos de Karnataka.
El primer registro de la familia Hoysala está fechado en 950 y nombra a Arekalla como jefe, seguido por Maruga y Nripa Kama I (976). El siguiente soberano, Munda (1006–1026), fue sucedido por Nripa Kama II, ostentador del título Permanadi, que muestra una alianza ya por aquel tiempo con la Dinastía Ganga Occidental. Sus comienzos fueron modestos, pero en un momento dado la dinastía Hoysala puso en marcha su proceso de transformación hasta convertirse en uno de los subordinados más poderosos del Imperio chalukya de Occidente. Finalmente, mediante las conquistas militares de Vishnuvardhana los Hoysala alcanzaron el estatus de reino por primera vez. Le arrebató Gangavadi a los Chola en 1116 y trasladó la capital de Belur a Halebidu
La ambición de Vishnuvardhana de crear un Imperio independiente se vio cumplida por su nieto Vira Ballala II, que liberó a los Hoysala de la subordinación en el período que va de 1187 a 1193. Es decir: los Hoysala empezaron como subordinados de los chalukya de Occidente y formaron poco a poco su propio imperio en Karnataka con reyes fuertes como Vishnuvardhana, Vira Ballala II y Vira Ballala III. Durante esta época, el Decán fue testigo de una lucha a cuatro bandos por la hegemonía entre Hoysala, Pandya, Kakatiya y los Yadavas Seuna de Devagiri. Vira Ballala II derrotó a los agresivos Pandya cuando invadieron el reino Chola y asumió los títulos de Chola Rayia Pratishta Acharia (Fundador del reino Chola), Dakshina Chakravarti (Emperador del Sur) y Hoysala Chakravarti (Emperador de los Hoysala).
Además, según la tradición local, fundó la ciudad de Bangalore.
Los Hoysala extendieron sus dominios por zonas que en la actualidad pertenecen a Tamil Nadu hacia 1225, haciendo de la ciudad de Kannanur Kuppam capital provincial junto a Srirangam y dándole el control de la política del sur de la India, con lo que empezó el periodo de hegemonía Hoysala en el sur del Decán. Vira Someshwara, hijo de Vira Narasimha II, recibió el título de mamadi (tío) por parte de los Pandya y los Chola. El reino Pandya recibió también la influencia Hoysala. Hacia el final del siglo XIII, Vira Ballala III recapturó el terreno perdido a manos de los Pandya y expandió su reino de forma que cubrió todo el territorio al sur del río Krishna Hacia finales del siglo XIII Vira Ballala III reconquistó los territorios tamiles que se habían perdido en la insurrección de los Pandya, uniendo así los territorios Norte y Sur de su reino.
A principios del siglo XIV, la meseta del Decán se encontraba en efervescencia, pues gran parte del norte de la India quedó bajo dominio musulmán. Alaudín Khilji, sultán de Delhi, tenía la determinación de hacerse con el control del sur de la India, un territorio aislado del resto del mundo conocido, y envió a su comandante, Malik Kafur, en una expedición al sur para expoliar la capital de los Seuna, Devagiri, en 1311. El Imperio Seuna fue subyugado por los musulmanes en 1318 y la ciudad de Halebidu (también llamada Dorasamudra o Dwarasamudra) fue saqueada dos veces, en 1311 y 1327.
Hacia 1336 el sultán había conquistado a los Pandya de Madurai, a los Kakatiya de Warangal y el pequeño reino de Kampili. Los Hoysala eran el único imperio hindú que resistía a los invasores. Vira Ballala III se instaló en Tiruvannamalai y presentó una dura resistencia a las invasiones del norte y al sultanato de Madurai en el sur. Tras cerca de tres décadas de resistencia, Vira Ballala III murió en el transcurso de la batalla de Madurai en 1343 y los territorios pertenecientes al Imperio Hoysala acabaron bajo el mando de Harihara I de Tungabhadra. Este nuevo reino hindú resistió las invasiones del norte y prosperaría más tarde hasta convertirse en el Imperio Vijayanagara.

### Lista de reyes Hoysala
- 1026-1047: Nripa Kama II
- 1047-1098: Hoysala Vinayaditya
- 1098-1102: Ereyanga
- 1102-1108: Veera Ballala I
- 1108-1152: Vishnuvardhana
- 1152-1173: Narasimba
- 1173-1220: Veera Ballala II
- 1220-1235: Vira Narasimba II
- 1235-1263: Vira Someshwara
- 1263-1292: Narasimba II
- 1292-1343: Veera Ballala III

## Economía

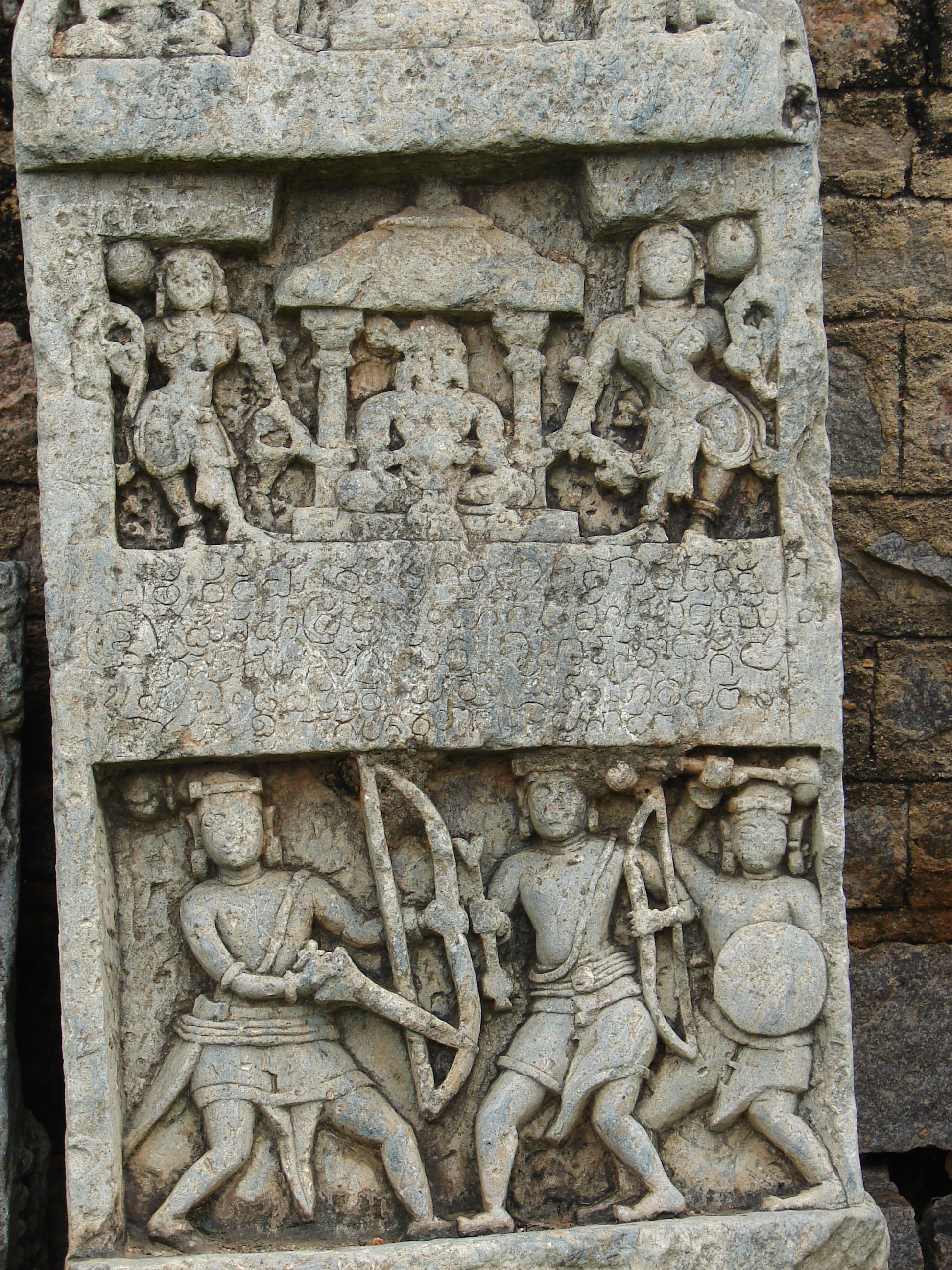
Virgal (piedra del héroe) con inscripción en canarés antiguo, 1220 d. C. en Arasikere, Karnataka.

La administración Hoysala se apoyaba en las rentas agrarias. Los reyes concedían terrenos en pago al servicio de los beneficiarios, que pasaban a ser terratenientes que cultivaban y extraían la riqueza de sus tierras. Había dos tipos de terratenientes o gavunda, los humildes o praja gavunda y los más acaudalados prabhu gavunda. Las tierras altas (malnad) tenían un clima templado muy apropiado para la ganadería y el mantenimiento de huertos y especies. El arroz era un cultivo básico en las zonas tropicales (bailnad). Los Hoysala recolectaban impuestos por el uso de los sistemas de irrigación, como aljibes, canales, esclusas y molinos, que se construían y mantenían con el dinero de los lugareños. Las albercas (Vishnusagara, Shantisagara y Ballalarayasagara) se construían con fondos estatales.
La importación de caballos para su uso como medio de transporte y para la caballería militar de los reinos hindúes fue un próspero negocio para la Costa Oeste Los bosques producían maderas como la teca, que se exportaba a través de puertos en el área de la actual costero karnataka. Testimonios de la dinastía Song de China mencionan la presencia de mercaderes de la India en puertos del sur de China, lo que indica un comercio activo con los reinos de ultramar. El Sur de la India exportaba tejidos, perfumes, madera de sándalo, alcanfor y condimentos a China, Dhofar, Adén y Siraf (el puerto de entrada a Egipto, Arabia y Persia). Con el auge de la construcción de templos, los arquitectos (vishua-karmas), escultores, canteros, orfebres y otros trabajadores cualificados vivieron una época de prosperidad.

La asamblea de cada pueblo era la responsable de recolectar los impuestos del gobierno. Los impuestos de la tierra se llamaban siddhaya e incluían las tasas originales (kula) más varios cargos adicionales. También se cobraban impuestos a las diferentes profesiones, en las bodas, al transporte de bienes y a los animales domésticos. Los impuestos a los bienes (oro, piedras preciosas, perfumes, madera de sándalo, cuerdas, hilo, viviendas, tiendas, prensas de cañas de azúcar, etc.) así como a su producción (pimienta negra, nueces de areca, arroz, especias, palmas, cocos, azúcar) se registraban mediante una serie de procedimientos burocráticos en cada aldea. La asamblea local podía establecer impuestos especiales para propósitos específicos como la construcción de albercas.

## Administración

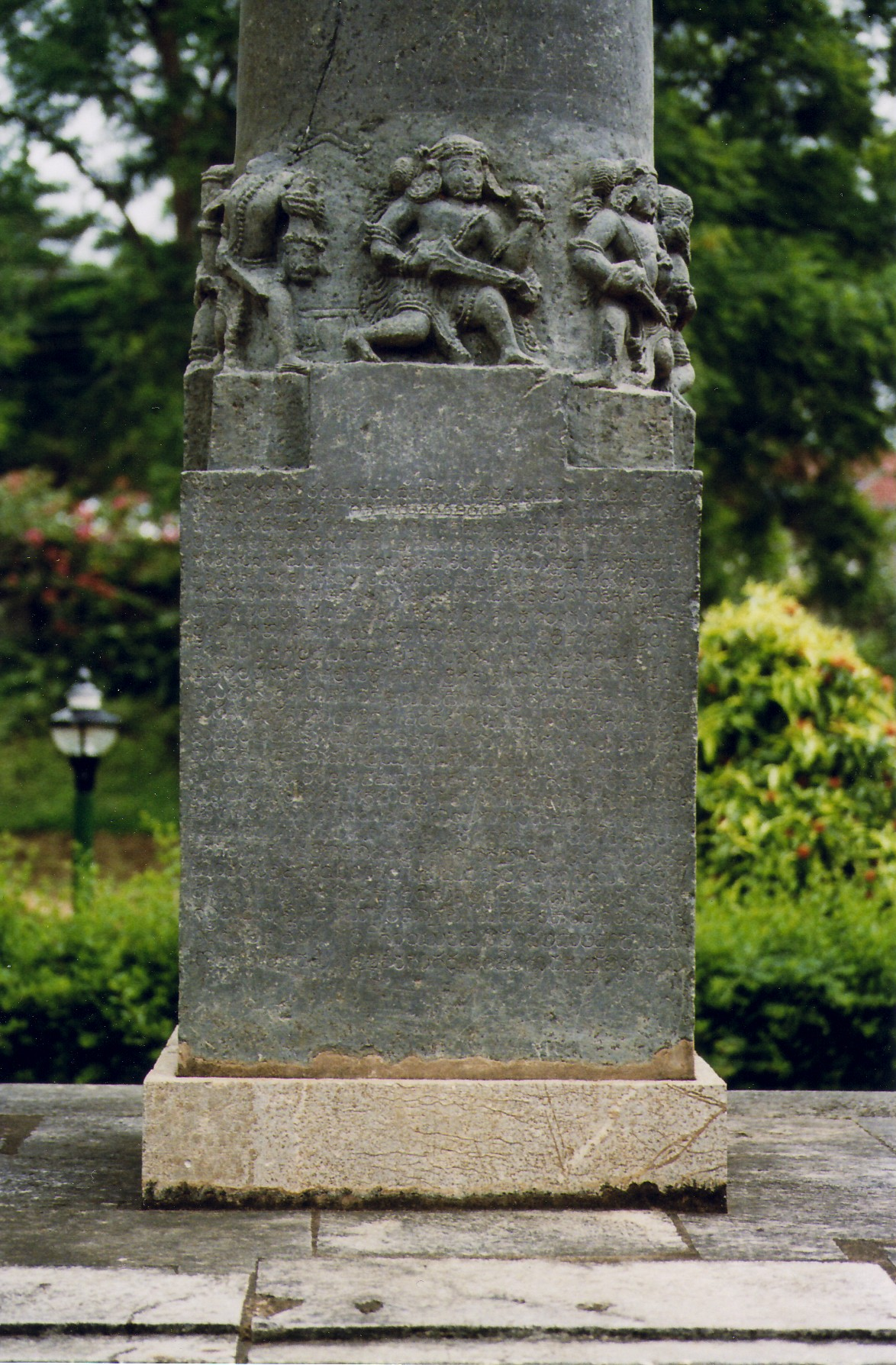
Pilar Garuda en Halebidu con inscripción en canarés antiguo.

En la administración, el Imperio Hoysala siguió el ejemplo de sus predecesores en la creación de un organigrama de mando para cada Administración, la estructura de gobiernos locales y la división del territorio. Las fuentes muestran los nombres de los muchos altos cargos que dependían directamente del Rey. Los ministros más veteranos recibían el nombre de Panchapradhanas, los ministros responsables de los asuntos extranjeros se llamaban Sandhivigrahi y el tesorero principal Mahabhandari o Hiranyabhandari. Los Dandanayakas están a cargo de los ejércitos y el órgano superior de justicia era el Dharmadhikari.
El reino estaba dividido en provincias llamadas Nadu, Vishaya, Kampana y Desha, en orden decreciente de tamaño
Cada provincia tenía un órgano local de gobierno que consistía en un ministro (Mahapradhana) y un tesorero (Bhandari) que respondía ante el gobernador provincial (Dandanayaka). Bajo su mando se encontraban los heggaddes y gavundas, que contrataban y supervisaban a los campesinos. Los clanes subordinados, como los Alupa continuaron gobernando sus territorios respectivos siguiendo las políticas establecidas por el Imperio.
Una elite de guardaespaldas bien entrenada (garudas) protegía a los miembros de la familia real. Los garudas seguían de cerca aunque inadvertidamente a su señor, y su lealtad era tan grande que se suicidaban tras la muerte de este. Los héroes de piedra (virgal) erigidos en memoria de los garudas se llaman pilares garuda. El pilar garuda del templo Hoysaleswara se erigió en honor de Kuvara Lakshma, ministro y guardaespaldas del rey Vira Ballala II.

Las monedas del rey Vishnuvardhana tenían inscritas las leyendas Nolambavadigonda (Victorioso en Nolambavadi), Talakadugonda (Victorioso en Talakad), Maleparolganda (Jefe de los Malepas) y malapavira (Valiente malepa) en kannada. Su moneda de oro se llamaba honnu o gadyana y pesaba 62 granos de oro. Se dividían en pana o hana, unidades que valían una décima parte del honnu. Estas, a su vez, se subdividían en haga, equivalentes a una cuarta parte del pana, y la división más pequeña se llamaba visa, una cuarta parte de haga. Había otras monedas llamadas bele y kani. Los términos hana y bele se usan todavía en el canarés moderno y significan «dinero» y «coste», respectivamente.

## Sociedad

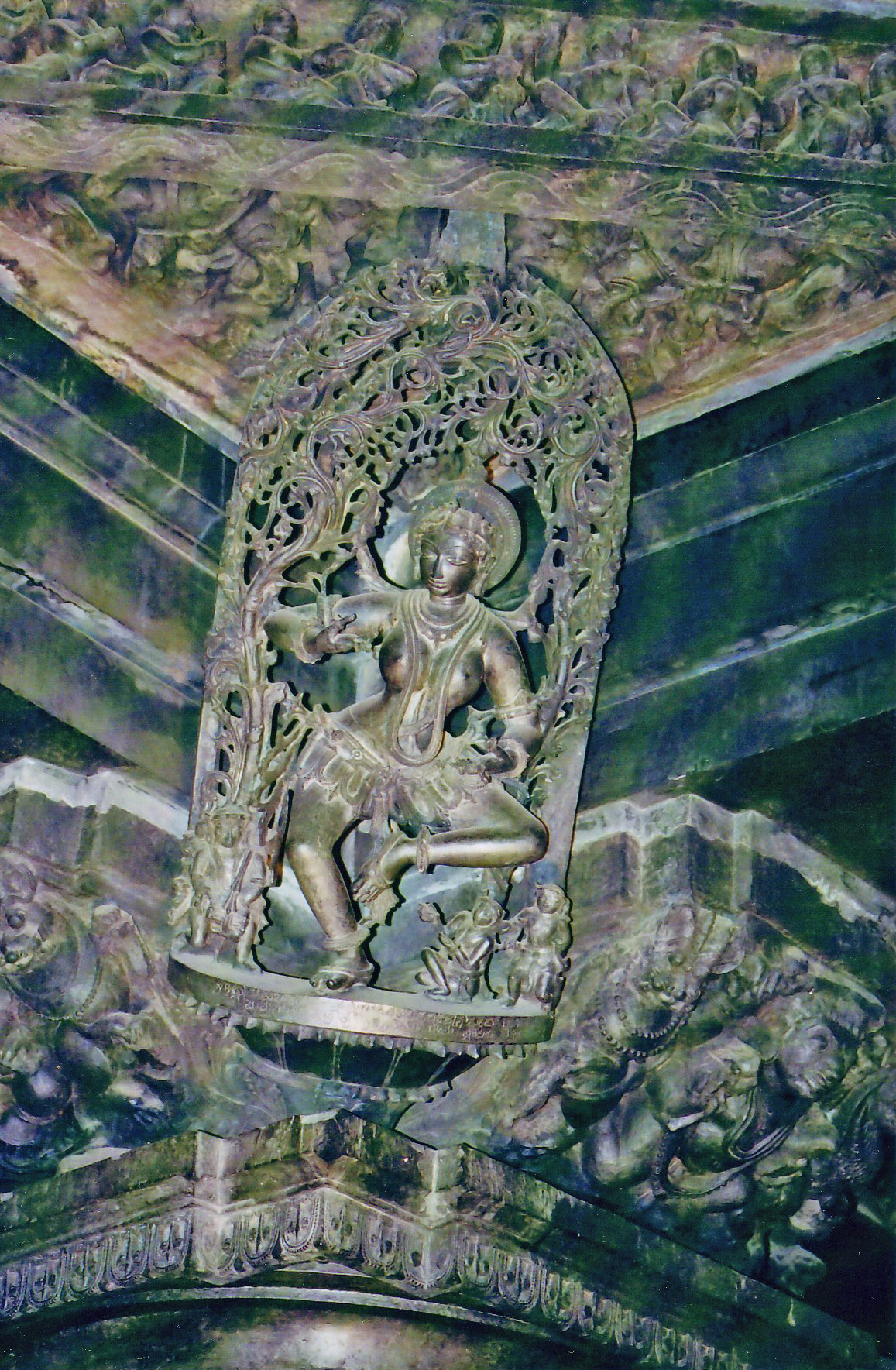
Bailarina (madanika), año 1117, en Belur

La sociedad Hoysala era un reflejo de los movimientos culturales, religiosos y políticos que empezaban a asomar por aquella época. Durante este período la sociedad canaresa inició un movimiento de modernización. La situación de las mujeres podía ser muy variada. Las mujeres de la familia real podían tener responsabilidades administrativas, como nos cuentan algunas fuentes que hablan del trabajo que realizó la reina Umadevi en Halebidu en ausencia de Vira Ballala II, cuando este se dirigió al norte para llevar a cabo varias campañas militares. También se enfrentó con éxito a algunos nobles rebeldes Algunos registros hablan de la participación de las mujeres en el mundo del arte. Se sabe de la habilidad de la reina Shantala Devi para el baile y la música, y se conoce muy bien la filiación de la poetisa Vachana y de la mística Akka Mahadevi al movimiento bhakti. Las devadasi (bailarinas de los templos) eran una profesión muy común, y podían haber recibido una buena educación y gusto por las artes. Esto les daba más libertad que a otras mujeres del mundo rural o incluso de las ciudades, que veían su vida reducida al cumplimiento de tareas más rutinarias. La práctica voluntaria del sati era muy habitual y la prostitución estaba socialmente bien vista. Así mismo, el sistema de castas estaba presente, como en casi toda India.
El comercio en las costas occidentales atrajo a inmigrantes de diferentes orígenes, incluyendo árabes, judíos, persas, chinos y malayos. Las migraciones internas a medida que el Imperio se fue expandiendo dio lugar a que la tradición local se viera influenciada por otras culturas locales. En el sur de la India los pueblos recibían el nombre de pattana o pattanam. El mercado era denominado nagara o nagaram, y era el núcleo central de la localidad. Algunos pueblos, como Shravanabelagola, comenzaron siendo apenas un asentamiento religioso en el siglo VII y se desarrollaron hasta convertirse en importantes centros de comercio en el siglo XII gracias a la llegada de mercaderes prósperos, mientras que un lugar como Belur se transformó en un lugar majestuoso cuando el rey Vishnuvardana erigió el templo Chennakesava. Los templos más grandes, los subvencionados por el rey, servían como centros de actividades religiosas, sociales y judiciales, y su construcción le aseguraba al rey el título de "Dios en la Tierra".
La construcción de templos tenía un propósito comercial más allá del puramente religioso y no se limitaba a ninguna corriente hindú en particular. Los mercaderes shaivas de Halebidu financiaron la construcción del templo Hoysaleswara para competir con el templo Chennakesava de Bellur, haciendo así de Halebidu una ciudad igual de importante. Los templos Hoysala, sin embargo, eran seculares, es decir, admitían la presencia de peregrinos de cualquier confesión hindú, con la excepción del templo Kesava de Somanathapura, que era exclusivamente vaishnava. Los templos que erigían los terratenientes en los ambientes rurales cubrían las necesidades religiosas, fiscales, políticas y culturales de las comunidades agrarias. Pero, de forma independiente a quienes les financiaban, los templos proporcionarían trabajo a profesionales agrupados en gremios ayudando al desarrollo de la comunidad cuando con el tiempo los templos empezaran a parecerse a ricos monasterios budistas.

## Arquitectura hoysala
La arquitectura hoysala es el estilo de las construcciones desarrolladas durante los siglos XI y XIV bajo control del Imperio hoysala, en la región conocida como Karnata, hoy día Karnataka, estado al suroeste de la India. Son muchos los templos, grandes y pequeños, edificados en el siglo XIII que se conservan como muestra del estilo arquitectónico hoysala, entre otros: el templo de Chennakesava, en Belur; el templo de Hoysaleswara, en Halebidu; y el  templo de Kesava, en Somanathapura. Una característica de la arquitectura de los templos hoysalas es su atención al detalle y la habilidad técnica de los artesanos, que también se ve en los templos de Belavadi, Amrithapura y Nuggehalli. Los estudios sobre el estilo revelan una escasa influencia indoaria mientras el impacto del estilo de la India meridional es más apreciable.
Los templos hoysalas, hoy uno de los principales destinos turísticos en Karnataka, permiten conocer  la arquitectura medieval hindú de la tradición drávida. Esa tradición nació en el siglo VIII bajo el patronazgo de la dinastía chalukya de Badami, se desarrolló durante el siglo XI por los chalukyas occidentales de Basavakalyan y finalmente, se transformó en un estilo independiente en el siglo XII, durante el reinado de los Hoysala. Inscripciones en canares medieval se muestran incisas en piedras de los templos, dando detalles sobre estos e información sobra la dinastía de los Hoysala.
El 15 de abril de 2014 el bien «Conjuntos sagrados de los Hoysala» fue inscrito en la Lista Indicativa de la India —paso previo a ser declarado Patrimonio de la Humanidad—, en la categoría de bien cultural (n.º ref 5898). Aproximadamente 100 templos del periodo hoysala perduran hoy. La nominación comprende dos grupos de monumentos (en Belur y en Halebidu) ricamente decorados con esculturas y tallas de piedra,  construidos por seguidores del vaishnavismo, el shaivismo y el jainismo. El templo Chennakeshava en Belur sigue siendo un importante lugar de peregrinaje.

Para mí, disfrutar de los templos de las dinastías chalukya tardía y Hoysala es uno de los grandes placeres de la vida. Amo estos templos porque sus diseños son lógicos y naturales, porque su arquitectura es ingenua, porque su ejecución es rica...
Gerard Foekema, prefacio de la Complete guide to Hoysala temples

- Ejemplos de arquitectura hoysala
- Planta estrellada del santuario en el templo de Chennakeshava, en Aralaguppe
- El templo de Kesava en el complejo de Chennakeshava en Belur ha estado activo desde su fundación
- Templo Kedaresvara en Balligavi (siglo XI, ampliado en 1131)
- Templo Brahmeshvara en Kikkeri (acabado en 1171)
- Templo Kedareshwara en Halebidu
- Templo de Chennakesava, en Somanathapura, consagrado en 1258